# Batalla de la isla de Savo
La batalla de la isla de Savo, también conocida como la primera batalla de la isla de Savo y, según fuentes japonesas, como la primera batalla naval de las Salomón (第一次ソロモン海戦 Dai-ichi-ji Soromon Kaisen?), fue una batalla naval que tuvo lugar durante la campaña del Pacífico de la Segunda Guerra Mundial entre la Armada Imperial Japonesa y fuerzas navales aliadas el 8 y 9 de agosto de 1942. Fue la primera gran batalla naval de la campaña de Guadalcanal. 
En respuesta a los desembarcos anfibios de los aliados en las islas orientales de las Salomón, el vicealmirante Gun'ichi Mikawa llevó su fuerza de tarea de siete cruceros y un destructor por el estrecho de Nueva Georgia (también conocido como el «Slot») para atacar a las fuerzas de desembarco enemiga y la flota que los protegía. La defensa consistía en ocho cruceros y quince destructores bajo las órdenes del almirante Victor Crutchley, aunque sólo cinco cruceros y siete destructores participaron en la batalla. Mikawa sorprendió y derrotó a las fuerzas aliadas, hundiendo un crucero australiano y tres cruceros estadounidenses y recibiendo solamente daños moderados. 
El resto de los buques de guerra aliados y las fuerzas de desembarco se retiraron de las islas Salomón, cediendo temporalmente el control de los mares alrededor de Guadalcanal a los japoneses. Las fuerzas terrestres aliadas habían desembarcado en Guadalcanal e islas cercanas sólo dos días antes. La retirada de la flota los dejó en una situación precaria, con apenas suficientes suministros, equipo y alimentos para mantener su cabeza de playa. Sin embargo, el fracaso de Mikawa de destruir los transportes aliados cuando tuvo la oportunidad fue un error estratégico fundamental para los japoneses, ya que permitió a los aliados a mantener su posición en Guadalcanal y finalmente salir victoriosos de la campaña.

## Historia

### Contexto

#### Operaciones en Guadalcanal
El 7 de agosto de 1942, fuerzas aliadas, principalmente estadounidenses, desembarcaron en Guadalcanal, Tulagi y las islas Florida, parte de las islas Salomón. El objetivo del desembarco era imposibilitar el uso de dichas islas como bases militares al Imperio del Japón, con el eventual objetivo de neutralizar posteriormente la base japonesa de Rabaul, y al mismo tiempo apoyar la campaña de Nueva Guinea. Los desembarcos dieron comienzo a una campaña en la isla que duraría seis meses.
El Comandante Supremo de las fuerzas navales aliadas durante la operación de Guadalcanal y Tulagi fue el vicealmirante Frank Jack Fletcher, quien además comandó las fuerzas especiales de portaaviones que proporcionaban apoyo aéreo. El contraalmirante Richmond K. Turner comandó la flota anfibia, la cual desembarcó 16 000 soldados aliados en Guadalcanal y Tulagi. Bajo el mando de Turner también estaba el almirante Victor Crutchley, cuya flota de ocho cruceros, quince destructores y nueve dragaminas era la encargada de brindar protección a los buques de Turner así como a las fuerzas de desembarco. Crutchley comandó su flota desde su buque insignia, el crucero pesado HMAS Australia.
Los desembarcos aliados tomaron a los japoneses por sorpresa y para la noche del 8 de agosto aseguraron Tulagi y las isletas de Gavutu y Tanambogo, además del campo de aviación que estaba en construcción en Guadalcanal. Durante el 7 y 8 de agosto aeronaves japonesas con base en Rabaul atacaron durante varias ocasiones las fuerzas anfibias aliadas, incendiando el buque de transporte George F. Elliott (el cual más tarde se hundió) y dañando severamente al destructor Jarvis. Durante los ataques, los japoneses perdieron 36 aeronaves, mientras que en el bando estadounidense se perdieron 19, incluyendo 14 cazas.

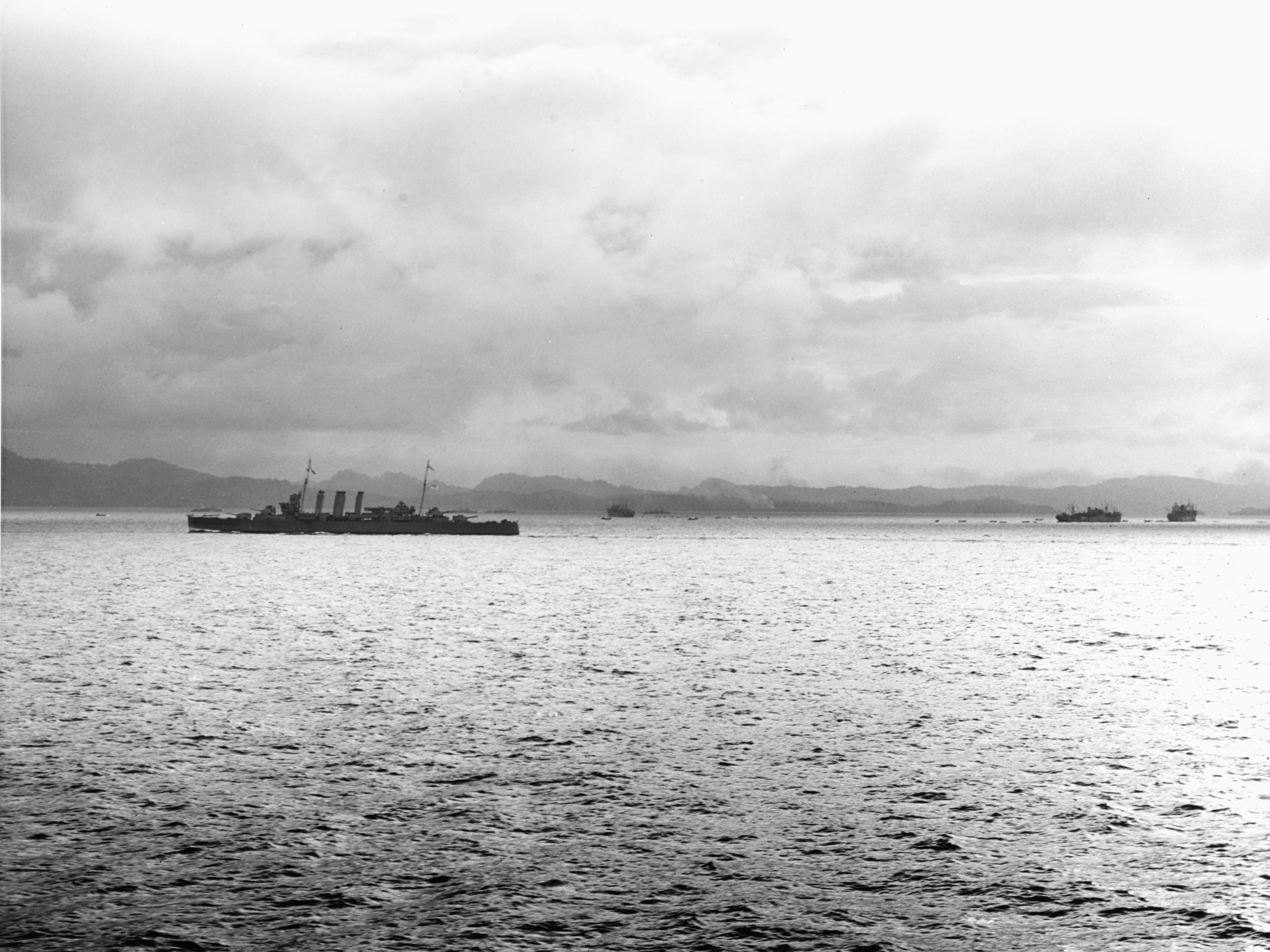
El crucero australiano Canberra (al centro a la izquierda) protege tres buques de transporte aliado (al fondo y al centro a la derecha) que descargan suministros y desembarcan tropas en Tulagi.

Preocupado por las pérdidas de cazas, ansioso por la amenaza que corrían sus portaaviones ante más ataques posibles y preocupado por el nivel de combustible de los barcos, Fletcher anunció que retiraría a su fuerza de portaaviones la tarde el 8 de agosto. El biógrafo de Fletcher aseguró que este concluyó que el desembarco había sido exitoso y que no existían blancos importantes a una distancia corta a los cuales proteger, pero preocupado por la pérdida de 21 de sus cazas, pensó que sus portaaviones estaban amenazados por posibles ataques de aviones torpederos. Fletcher, según su biógrafo, quería además recargar combustible antes de que la flota enemiga llegara, por lo que se retiró tal y como le había comunicado tanto a Turner como a Vandergrift. Por su parte, Turner creyó que Fletcher había entendido que él tendría que proveer cobertura aérea hasta que todos los barcos hubieran descargado, el 9 de agosto.
Aunque la descarga fue más lenta de lo que se planeó, Turner decidió que sin cobertura aérea tendría que retirarse de Guadalcanal. Planeó desembarcar lo más que se pudiera durante la noche y salir al día siguiente.

#### Respuesta japonesa
Los japoneses no estaban preparados ante la operación aliada en Guadalcanal, por lo que su respuesta inicial fue lanzar ataques aéreos e intentos de reforzar a las tropas. Mikawa, comandante de la recién formada 8.ª Flota con base en Rabaul, subió a 519 soldados en dos barcos de transporte con destino a Guadalcanal el 7 de agosto. Sin embargo, cuando los japoneses se enteraron de que las tropas aliadas en la isla eran mucho más numerosas de lo que habían supuesto originalmente, los barcos regresaron a la base.
Mikawa también reunió a todos los barcos disponibles en el área para atacar la flota aliada en Guadalcanal. En Rabaul se encontraban el crucero pesado Chōkai (buque insignia de Mikawa), los cruceros ligeros Tenryū y Yūbari y el destructor Yūnagi. 
En camino desde Kavieng se encontraban cuatro cruceros pesados de la División de Cruceros n.º 6 bajo el mando del vicealmirante Aritomo Gotō: el Aoba, el  Furutaka, el Kako y el Kinugasa.
La Armada Imperial Japonesa había entrenado exhaustivamente tácticas de combate nocturno antes de la guerra, situación que los Aliados desconocían. Mikawa esperaba poder enfrentarse a la flota enemiga cerca de Guadalcanal y Tulagi la noche del 8 y 9 de agosto, de tal forma que pudiera utilizar la experiencia de su flota en combates nocturnos y al mismo tiempo evitar ataques aéreos procedentes de las aeronaves enemigas, las cuales no operaban efectivamente durante la noche. Los buques de guerra japoneses se encontraron en el mar, cerca de Cabo San Jorge la tarde del 7 de agosto y posteriormente se dirigieron hacia el este-sureste.

### Batalla

#### Preludio

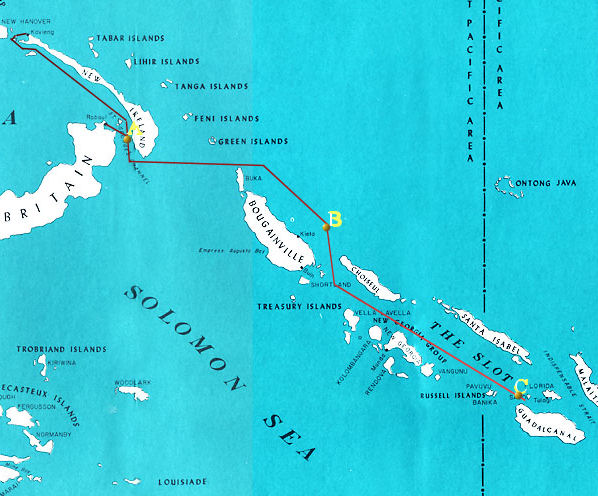
Ruta de aproximación de la flota de Mikawa desde Rabaul y Kavieng. Tomaron una pausa en la costa este de Bougainville y posteriormente atravesaron el Estrecho de Nueva Georgia para atacar las fuerzas navales enemigas que estaban en Guadalcanal y Tulagi.

Mikawa decidió llevar su flota al norte de Buka para posteriormente bajar por la costa este de Bougainville. La flota haría una escala en Kieta, donde esperaría seis horas la mañana del 8 de agosto con la finalidad de evitar los ataques aéreos en su ruta final hacia Guadalcanal. Posteriormente viajarían a través del estrecho de Nueva Georgia (conocido como el «Slot»), esperando que ningún avión enemigo los avistara conforme caía la noche. Sin embargo, la flota fue vista en el canal de San Jorge, donde casi se estrellan con el submarino USS S-38, el cual estaba preparando una emboscada. El S-38 estaba demasiado cerca como para lanzar torpedos, pero su capitán envió un mensaje por radio: «Dos destructores y tres buques mayores de tipo desconocido dirigiéndose a uno cuatro cero a alta velocidad a ocho millas al oeste de cabo San Jorge».
Una vez en Bougainville, Mikawa desplegó los barcos en una área amplia para ocultar su fuerza y envió cuatro hidroplanos para buscar a los buques enemigos en las islas al sur de las Salomón. A las 10:20 y 11:10 sus barcos fueron avistados por aeronaves australianas de reconocimiento Hudson, con base en Milne Bay, Nueva Guinea. El primer Hudson los describió erróneamente como «tres cruceros, tres destructores y dos portahidroaviones». La tripulación del Hudson trató de reportar el avistamiento por radio a la base aliada en Fall River, Nueva guinea, pero al no recibir respuesta regresaron a Milne Bay a las 12:42 para asegurarse que el reporte fuera recibido lo antes posible. Un segundo Hudson tampoco pudo dar su reporte del avistamiento por radio, pero éste decidió terminar su patrullaje y aterrizó en Milne Bay a las 15:00. El reporte de esta aeronave aseguraba que habían visto dos cruceros pesados, dos cruceros ligeros y un buque de tipo desconocido. Por razones desconocidas estos reportes no fueron transmitidos a la flota aliada en Guadalcanal, sino entre las 18:45 y 19:10 del 8 de agosto respectivamente.
Los hidroaviones japoneses regresaron a las 12:00 y reportaron haber visto dos grupos de barcos aliados, uno fuera de Guadalcanal y otro fuera de Tulagi. Mikawa reagrupó su flota y comenzó a avanzar hacia Guadalcanal entrando al «Slot», cerca de Choiseul, a las 16:00. Posteriormente comunicó su plan de batalla a sus buques de guerra: 

«A toda prisa iremos del S. (sur) de la isla Savo y torpedearemos a la fuerza principal del enemigo frente al fondeadero de Guadalcanal; después de lo cual viraremos hacia el área de Tulagi para disparar y torpedear al enemigo. Después de eso nos retiraremos hacia el norte de la isla de Savo».

La travesía de la flota japonesa a través del estrecho no fue detectada por fuerzas aliadas. Turner le había solicitado al Almirante John S. McCain, Sr., comandante de las fuerzas aéreas aliadas del área del Pacífico Sur, que hiciera más misiones de reconocimiento en el área la tarde del 8 de agosto. McCain ni ordenó que se realizarán dichas misiones ni tampoco informó que no las había llevado a cabo, por lo que Turner creyó infundadamente que el estrecho estaba en vigilancia.

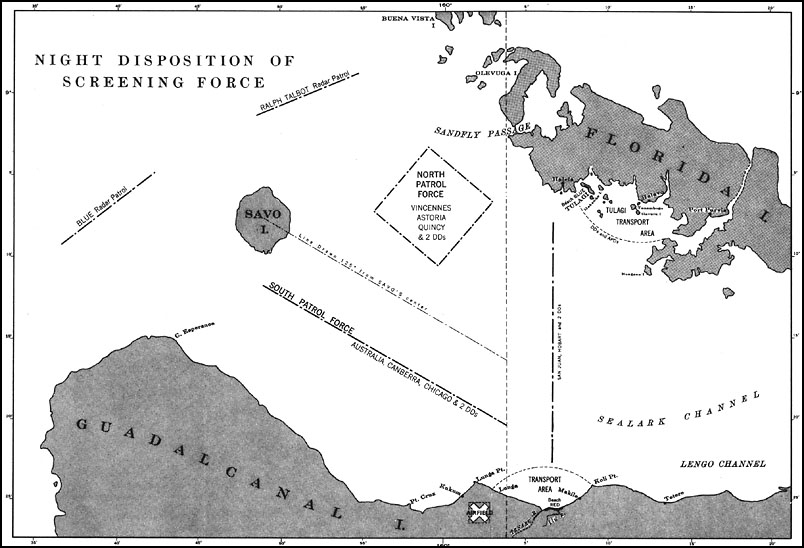
Gráfica que muestra la ubicación de los buques aliados la noche del 8 de agosto.

Para proteger durante la noche a los buques que estaban descargando, Crutchley dividió a sus fuerzas en tres grupos. Una fuerza al sur, integrada por los cruceros australianos HMAS Australia y HMAS Canberra, el crucero USS Chicago y los destructores USS Patterson y USS Bagley, los cuales patrullaron entre Lunga Point y la isla de Savo, bloqueando la entrada entre la isla de Savo y Cabo Esperanza en Guadalcanal. Un grupo al norte, integrado por los cruceros USS Vincennes, USS Astoria y USS Quincy, y los destructores USS Helm y USS Wilson, llevaron a cabo un patrullaje entre el fondeadero de Tulagi y la isla de Savo para defender el paso entre Savo y las islas Florida. Un grupo en el este, integrado por los cruceros USS San Juan y HMAS Hobart y dos destructores estadounidenses custodiaron al este las entradas al estrecho entre las islas de Florida y Guadalcanal. Clutchley colocó dos destructores equipados con radares al oeste de Savo para tener una alerta temprana ante el posible avance enemigo. El destructor USS Ralph Talbot patrulló el pasaje del norte, mientras que el destructor USS Blue patrulló el del sur, con una distancia de entre 12 y 30 kilómetros entre sus descoordinados patrones de patrullaje. A estas alturas los Aliados no eran conscientes de las limitantes del recién creado radar, tales como que su efectividad podía verse disminuida significativamente por la presencia de tierra firme cerca. Consciente de la amenaza potencial a sus buques de transporte por submarinos enemigos, Clutchley colocó sus siete destructores restantes como protección alrededor de los anclajes de dos de ellos.
Los tripulantes de los barcos aliados estaban fatigados debido a que durante dos días habían estado en alerta constante y apoyando los desembarcos. Además, el clima era realmente caluroso y húmedo, lo que aumentaba la fatiga de las tropas. En respuesta, la mayoría de los buques de guerra aliados cambiaron a «condición II» la noche del 8 de agosto, por lo que la mitad de la tripulación se mantuvo en sus puestos mientras que la otra mitad descansó, ya fuera en sus literas o cerca de sus posiciones de combate.
Durante la tarde, Turner convocó a conferencia a Crutchley y a Alexander Vandegrift en su barco para discutir el retiro de Fletcher y su grupo de portaaviones y el consiguiente retiro de los buques de transporte. A las 20:55 Crutchley dejó el grupo del sur a bordo del Australia para asistir a la conferencia, dejando al capitán Howard D. Bode del Chicago a cargo del grupo. Crutchley no informó al resto de los comandantes del grupo de su ausencia, lo que posteriormente contribuyó a la disolución de los arreglos del mando. Bode, quien había sido despertado en su camarote, decidió no colocar su buque al frente del grupo, lugar en el que generalmente se ubica el de mayor rango, y volvió a dormir. Durante la conferencia, Turner, Crutchley y Vandegrift discutieron los reportes sobre una fuerza de hidroaviones que habían comunicado los tripulantes del Hudson anteriormente. Decidieron que no habría amenaza esa noche debido a que los hidroaviones generalmente no entraban en combate en la superficie. Vandergrift aseguró que necesitaría inspeccionar la situación de descarga de los transportes en Tulagi antes de recomendar el plazo para que los buques de transporte se retiraran, por lo que salió a media noche para llevar a cabo dicha inspección. Crutchley decidió no regresar con el Australia a retomar su posición en las fuerzas del sur, sino que dejó el buque estacionado justo afuera del fondeadero de los transportes de Guadalcanal sin informar a los otros comandantes aliados ni de su posición ni de sus intenciones.

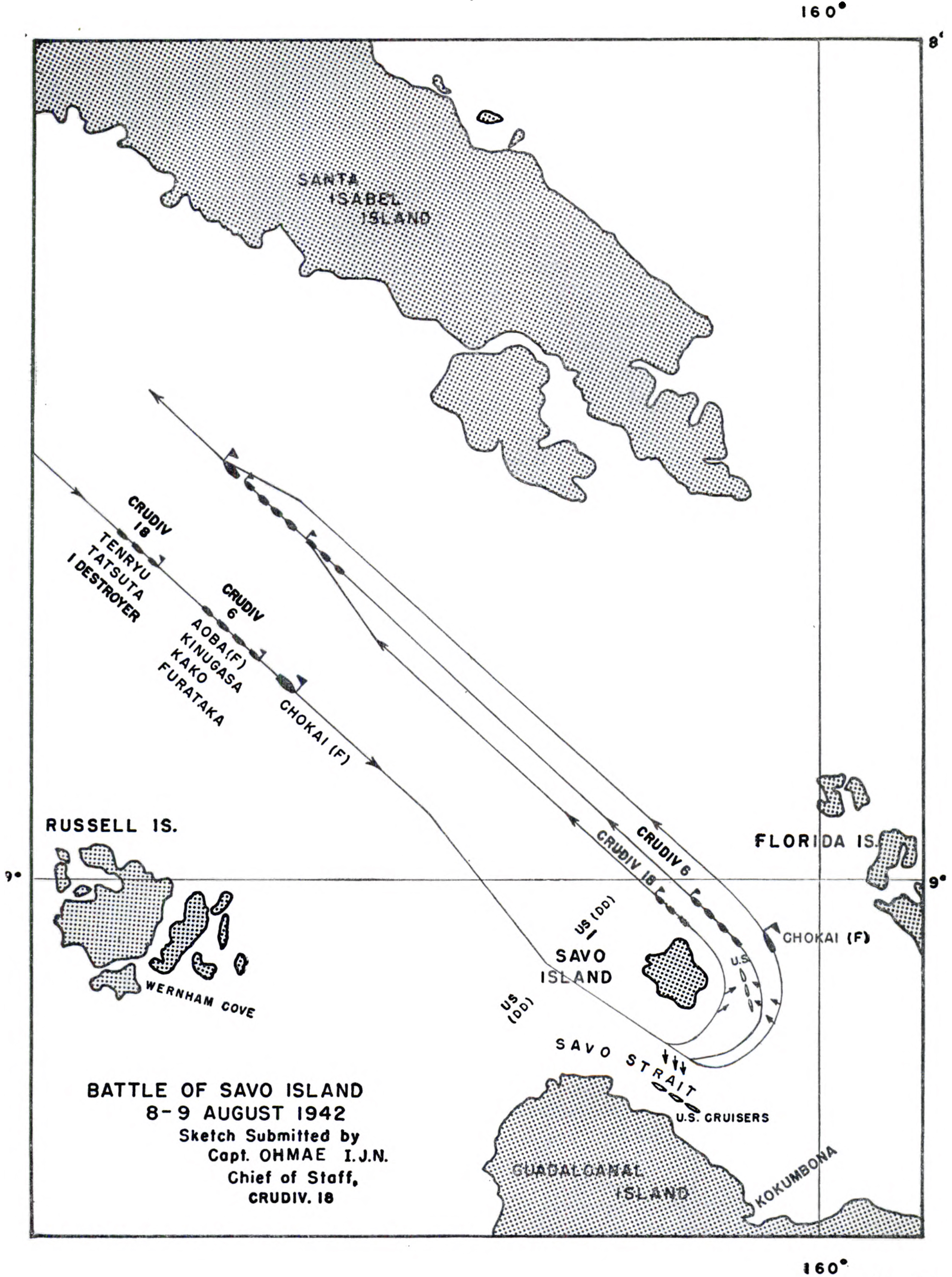
Gráfico que muestra la aproximación y retirada de la flota de Mikawa del área de la batalla.

Mientras que la flota japonesa se aproximaba a Guadalcanal, tres hidroaviones salieron para hacer un último reconocimiento de los barcos enemigos así como proveer iluminación para el combate próximo mediante bengalas. Aunque varios buques aliados escucharon y/o observaron una o más de estas aeronaves, comenzando a las 23:45, ninguno de ellos interpretó la presencia de aeronaves no identificadas en el área como una amenaza, por lo que nadie reportó dichos avistamientos a Crutchley o a Turner.
La flota japonesa se acercó formando una sola columna de 3 kilómetros liderada por el Chōkai, con el Aoba, el Kako, el Kinugasa, el Furutaka, el Tenryū, el Yubari y el Yunagi siguiéndolo. En algún momento entre las 00:44 y las 00:54 del 9 de agosto, vigías en el barco de Mikawa avistaron al Blue a una distancia como de 9 kilómetros adelante de la columna japonesa.

### Acción al sur de Savo
Para evitar al Blue, Mikawa cambió el curso para pasar por el norte de Savo. También ordenó a sus barcos que disminuyeran su velocidad a 22 nudos (41 kilómetros por hora) para reducir estelas, las cuales harían sus barcos más visibles. Cuatro minutos más tarde los vigías espiaron a 16 kilómetros de distancia al Ralph Talbot  o a una goleta de nacionalidad desconocida. La flota japonesa mantuvo su curso mientras apuntaba con más de 50 cañones al Blue, preparados para comenzar a disparar ante la primera señal de que éste los hubiera visto. Cuando el Blue estuvo a menos de 2 kilómetros de distancia de la columna enemiga, súbitamente revirtió el curso, habiendo llegado al extremo de su ruta de patrullaje y se alejó, aparentemente ignorante de la columna japonesa. Viendo que sus barcos aún no eran detectados, Mikawa retomó el curso hacia el sur de Savo e incrementó la velocidad, primero a 26 nudos (48 k/h), y posteriormente a 30 nudos (56 k/h). A las 01:25 Mikawa dio permiso a los buques de operar independientemente del buque insignia y ordenó que todos los barcos atacaran.
En algún momento el Yunagi se separó de la columna e invirtió su dirección, quizá porque perdió de vista a los otros buques o porque se le había ordenado que fungiera como retaguardia de la fuerza de Mikawa. Un minuto después vigías avistaron un buque a babor, el destructor Jarvis, el cual había resultado severamente dañado un día antes y se encontraba camino a Australia de forma independiente para su reparación. No se sabe si la tripulación del Jarvis vio al barco enemigo, ya que su radio se había destruido. El Furutaka lanzó torpedos al Jarvis, aunque todos fallaron. El navío japonés pasó muy cerca del destructor, como a 1.100 metros de distancia, lo suficientemente cerca como para que los oficiales del Tenryū miraran hacia la cubierta, aunque no vieron a ninguno de sus tripulantes. Si la tripulación del Jarvis era consciente de la presencia del enemigo, no respondieron de una forma perceptible.
Dos minutos después de ver al Jarvis, los vigías japoneses localizaron a los destructores y cruceros de la fuerza del sur a 12.500 metros de distancia, ya que se observaba su silueta debido al incendio del George F. Elliot. Varios minutos después, alrededor de las 01:38, los cruceros japoneses comenzaron a lanzar torpedos contra la flota aliada. Al mismo tiempo vigías del Chōkai localizaron a la flota de la fuerza del norte a un rango de 16 kilómetros. El Chōkai viró para enfrentarse a esta amenaza, por lo que el resto de la columna hizo lo mismo mientras que se preparaban para atacar a los buques de la fuerza del sur con cañones.
La tripulación del Patterson se encontraba alerta debido a que el capitán de este destructor se había tomado en serio los reportes de avistamiento de buques enemigos de ese día así como los reportes de aviones no identificados, por lo que había pedido a los tripulantes que estuvieran listos para la acción. A las 01:43 el Patterson localizó un barco, probablemente el Kinugasa, a 5.000 metros justo al frente e inmediatamente envió una señal por radio y reflector de señales: «Alerta! Alerta! Barcos desconocidos entrando en la bahía!». El Patterson incrementó su velocidad al máximo y disparó proyectiles de iluminación hacia la columna japonesa. El capitán ordenó atacar con torpedos, pero la orden no fue escuchada debido al ruido que producían los cañones del destructor.
Al mismo tiempo que el Patterson avistó los barcos japoneses, los hidroaviones sobrevolaron y lanzaron bengalas directamente sobre el Canberra y el Chicago siguiendo las órdenes de Mikawa. El Canberra respondió inmediatamente, el capitán Frank Getting ordenó que se aumentara la velocidad, que se diera marcha atrás a una vuelta inicial hacia el puerto (lo que dejó al Canberra entre los barcos aliados y los japoneses) y que los cañones apuntaran y dispararan contra cualquier blanco que se avistara. Menos de un minuto después, mientras que los cañones del Canberra apuntaban contra los japoneses, el Chōkai y el Furutaka  comenzaron a dispararle, golpeándolo en repetidas ocasiones en cuestión de segundos. El Aoba y el Kako se unieron en el ataque, y al cabo de tres minutos el Canberra había recibido el impacto de 24 disparos de gran calibre. Los primeros disparos habían matado al oficial de artillería, herido mortalmente a Getting y destruido ambos cuartos de calderas, quitándole potencia a todo el barco antes de que éste pudiera disparar o comunicarse con los otros buques aliados. El crucero, en llamas, se deslizó hasta detenerse, escoró de 5 a 10 grados a estribor y la tripulación fue incapaz de disparar o bombear el agua de los compartimientos debido a la pérdida de potencia. Ya que todos los buques japoneses estaban a babor del Canberra, el daño a la nave del lado de estribor se debió o a municiones que entraban por babor y salían del lado de estribor por debajo de la línea de flotación o por el impacto de uno o dos torpedos del lado de estribor. Si algún torpedo golpeó al Canberra por estribor, estos debieron de haber sido lanzados desde barcos aliados, y el único que se encontraba cerca y que los había lanzado era el destructor Bagley.

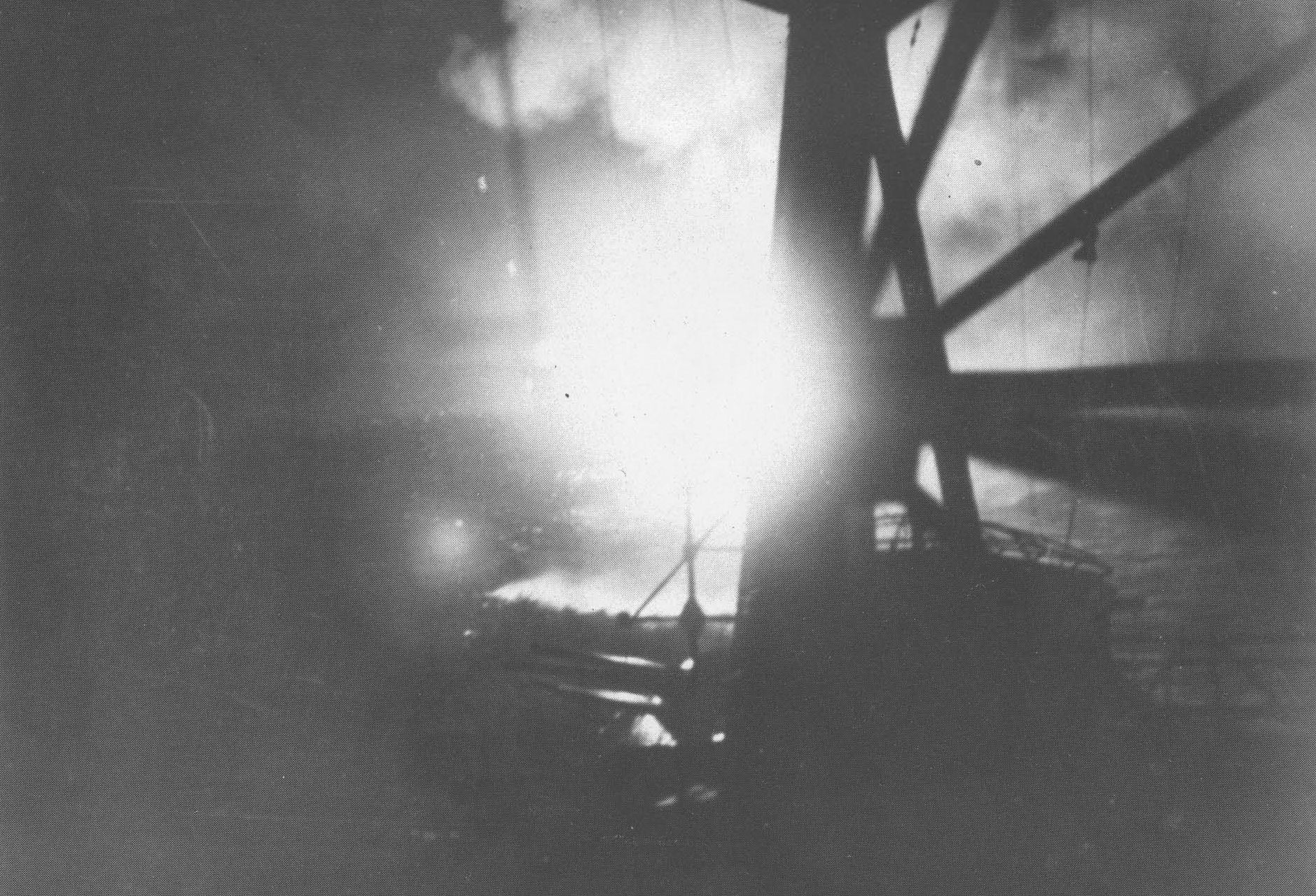
Vista desde el crucero Chokai durante la batalla.

La tripulación del Chicago, al observar que su barco había sido iluminado con bengalas y la súbita voladura del Canberra frente a ellos, dio aviso y despertó al capitán Bode de su profundo sueño. Bode ordenó que se dispararan proyectiles de iluminación contra la flota enemiga, pero estos no funcionaron. A las 01:47 un torpedo, probablemente del Kako, golpeó la proa del Chicago, ocasionando una onda de choque que hirió al director de la batería principal. Un segundo torpedo también los alcanzó pero no explosionó, además de que un proyectil dio en el mástil principal del crucero, por lo que fallecieron dos tripulantes. El Chicago avanzó hacia el oeste por 40 minutos, dejando atrás a los buques de transporte que estaba asignado a proteger. El crucero disparó con sus baterías secundarias a la columna japonesa y pudo haber dado al Tenryū, ocasionando daños leves. Bode no intentó tomar el control de los barcos aliados de la fuerza del sur, aunque técnicamente estaba a su mando. Más aún, Bode nunca intentó dar aviso a los otros barcos o al personal de Guadalcanal que se estaba retirando del área de la batalla.
Durante este tiempo, el Patterson se enfrentó a la columna enemiga e intercambió disparos con ella, recibiendo un impacto en la popa, lo que ocasionó la muerte de 10 marinos y daños moderados. El Patterson continuó persiguiendo a los barcos enemigos y probablemente alcanzó al Kinugasa, lo que le ocasionó daños moderados. Posteriormente perdió de vista a la columna japonesa mientras esta se dirigía al noreste a lo largo de la orilla de Savo. El Bagley, que había visto a los japoneses poco después del Patterson y el Canberra, dio una vuelta completa al puerto antes de lanzar sus torpedos en dirección de la columna japonesa, la cual ya desaparecía de la escena, uno o dos de los cuales pudo probablemente golpear al Canberra. El Bagley no tuvo más acción en esta batalla. El Yunagi intercambió disparos con el Jarvis, sin que ninguno se hiciera daño, antes de salir del área hacia el oeste con la intención de reagruparse con la columna eventualmente al norte o al oeste de la Isla Savo.
A las 01:44, mientras que los buques de Mikawa se dirigían hacia donde se encontraba la fuerza del norte de los Aliados, el Tenryū y el Yubari se separaron de la columna y tomaron curso rumbo al oeste. El Furutaka, quizá por un problema en la dirección, o para evitar una posible colisión con el Canberra, siguió al  Yubari y al Tenryū. Los barcos de la fuerza norte estaban por ser encerrados y atacados desde dos lados.

### Acción al norte de Savo

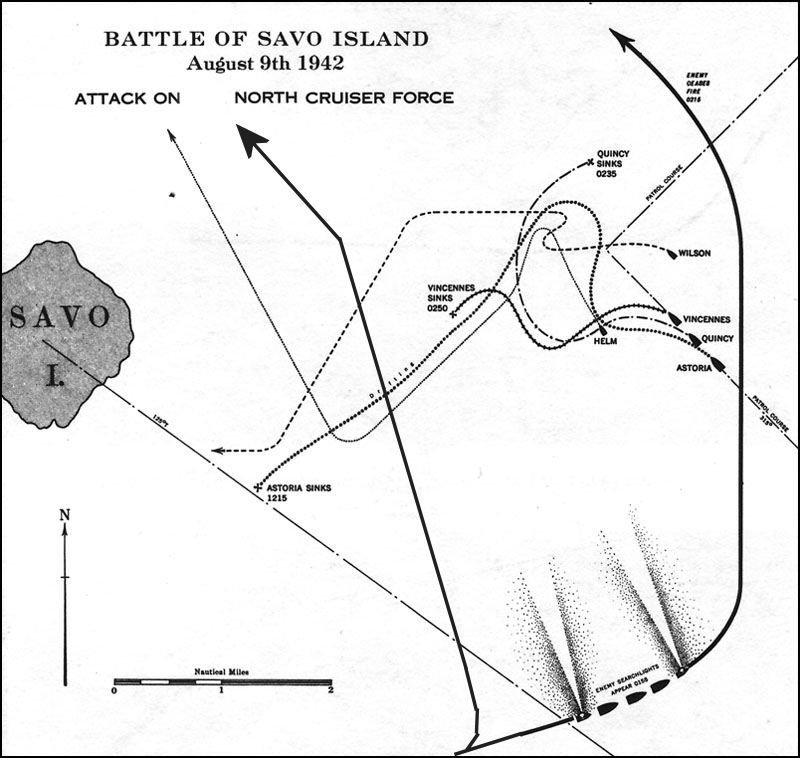
Mapa que muestra las acciones al noreste de Savo.

Cuando Mikawa y su flota atacaron a las fuerzas del sur, los capitanes de los tres cruceros de la fuerza del norte estaban dormidos y sus barcos navegando silenciosamente a 10 nudos (19 km/h). Aunque los tripulantes de los tres cruceros aliados vieron las bengalas o el destello de los disparos de la batalla al sur de la isla, o recibieron la advertencia del Patterson sobre barcos enemigos en el área, tomó algún tiempo que la tripulación fuera de la Condición II a alerta máxima. A las 01:44 los cruceros japoneses comenzaron a lanzar torpedos a la fuerza del norte y a las 01:55 apuntaron potentes reflectores hacia los tres destructores aliados, abriendo fuego contra ellos.
La tripulación del puente del Astoria llamó a los cuarteles generales después de ver las bengalas al sur de la isla, alrededor de las 01:49. A las 01:52, poco después de que apuntaron reflectores hacia ellos y que cayeran bengalas alrededor del buque, la tripulación a cargo del cañón principal abrió fuego contra el enemigo. El capitán se despertó, vio su barco en acción y se dirigió hacia el puente, ordenando que cesaran el fuego ya que temía que estuvieran disparando a fuerzas aliadas. Menos de un minuto después, mientras seguían cayendo proyectiles alrededor del barco, el capitán ordenó que continuara el ataque. Sin embargo, el Chōkai encontró el rango y pronto el Astoria fue alcanzado por varios proyectiles, por lo que se incendió. Entre las 02:00 y las 02:15, el Aoba, el Kinugasa y el Kako se unieron al ataque del Chōkai contra el Astoria, destruyendo el cuarto de calderas, lo que detuvo el barco. A las 02:16 una de las torretas principales del Astoria que aún estaba operacional disparó en contra del reflector del Kinugasa pero falló, y en su lugar alcanzó la torreta delantera del Chōkai, causando daños moderados.
El Quincy también había visto las bengalas lanzadas desde aeronaves a los barcos del sur, recibieron la advertencia del Patterson y se estaba poniendo alerta cuando los reflectores de la columna enemiga lo iluminaron. El capitán del Quincy dio la orden de comenzar a disparar pero la tripulación aún no estaba lista. Pronto el buque fue atacado por el Aoba, el Furutaka y el Tenryū, y fue dañado seriamente, por lo que comenzó a incendiarse. El capitán ordenó que atacaran hacia el este de la columna enemiga pero mientras giraba instrucciones el buque fue golpeado por dos torpedos procedentes del Tenryū, lo que le ocasionó severos daños. El Quincy aún pudo disparar algunas rondas de artillería, una de las cuales golpeó en la sala de derrota, a seis metros de donde se encontraba el Almirante Mikawa, lo que ocasionó que 35 tripulantes resultaran muertos o heridos. A las 02:10, proyectiles que impactaron en el puente del Quincy mataron a casi toda la tripulación que estaba allí, incluyendo al capitán. A las 02:16 el crucero fue alcanzado por otro torpedo, procedente del Aoba, y la artillería que aún funcionaba cesó de operar. 

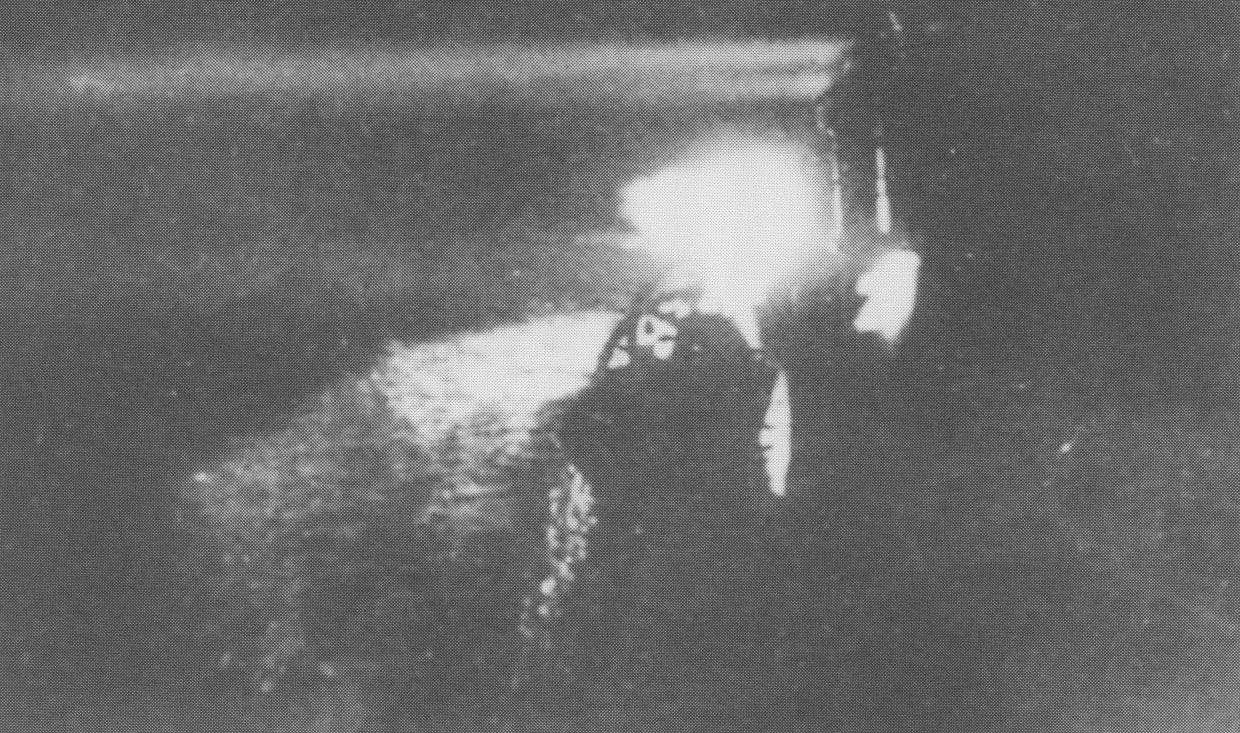
El crucero Yubari alumbra con reflectores la fuerza norte de los Aliados durante la batalla.

Al igual que el Quincy y el Astoria, el Vincennes también observó las bengalas al sur, más aún, la tripulación vio los destellos de los disparos de la batalla. A las 01:50, cuando los cruceros fueron iluminados por los reflectores enemigos, el Vincennes dudó en abrir fuego pensando que quizá los reflectores eran de barcos aliados. Poco después el Kako abrió fuego contra el buque, el cual respondió de la misma forma a las 01:53. Mientras que el Vincennes recibía daño por los disparos, el comandante Frederick L. Riefkohl ordenó aumentar la velocidad a 25 nudos (46 km/h), pero poco después, a las 01:55 dos torpedos procedentes del Chōkai impactaron la nave, lo que ocasionó severos daños. El Kinugasa se unió al Kako para atacar al Vincennes, mismo que logró disparar en contra del Kinugasa, causando daños moderados a su sistema de dirección. El resto de los barcos japoneses se unieron al ataque y dispararon en contra del barco aliada, golpeándolo hasta en 74 ocasiones. A las 02:03 otro torpedo, procedente del Yubari, impactó al buque. Con todos los cuartos de calderas destruidos, el Vincennes se detuvo, y envuelto en llamas escoró a babor. A las 02:16, Riefkohl ordenó a la tripulación que abandonaran la nave y finalmente el barco se hundió a las 02:50.
Durante el combate los destructores estadounidenses Helm y Wilson tuvieron dificultades para ver a los barcos enemigos. Ambos destructores dispararon brevemente en contra de los cruceros japoneses, pero sin ocasionar daño alguno y sin recibirlo tampoco.
A las 02:16 la columna japonesa cesó el fuego mientras salían de rango alrededor de la parte norte de la isla de Savo. El Ralph Talbot se enfrentó al Furutaka, el Tenryū y al Yubari mientras estos se alejaban de la isla. Los buques japoneses apuntaron con sus reflectores al destructor estadounidense y lo atacaron con artillería, causándole daños graves. El Ralph Talbot pudo escapar hacia una borrasca, mientras que los barcos enemigos prosiguieron su marcha.

### La decisión de Mikawa
A las 02:16 Mikawa se reunió con su personal para decidir si debían regresar a luchar con los barcos aliados restantes e intentar hundir sus barcos de transporte, los cuales estaban ubicados en dos anclajes. Diversos factores influyeron en la decisión: sus barcos estaban dispersos y tomaría algún tiempo reagruparlos, Mikawa no conocía el número y ubicación exacta de los buques enemigos y además sus naves habían lanzado gran parte de sus torpedos y gastado gran cantidad de munición. Lo más importante era que Mikawa no contaba con cobertura aérea y pensaba que los portaaviones estadounidenses se encontraban en el área. 
Mikawa probablemente estaba al tanto de que la Armada Imperial Japonesa no contaba con más cruceros pesados en producción, por lo que si perdía alguno debido a los posibles ataques que se producirían a la mañana siguiente si permanecía en el área no podrían ser reemplazados. Los japoneses no tuvieron conocimiento de que los portaaviones estadounidenses se habían retirado del área de la batalla y que no representarían peligro alguno al día siguiente. Aunque varios miembros de su personal pedían regresar y atacar los transportes, el consenso general fue retirarse, por lo que Mikawa dio las instrucciones pertinentes a las 02:20.

## Consecuencias

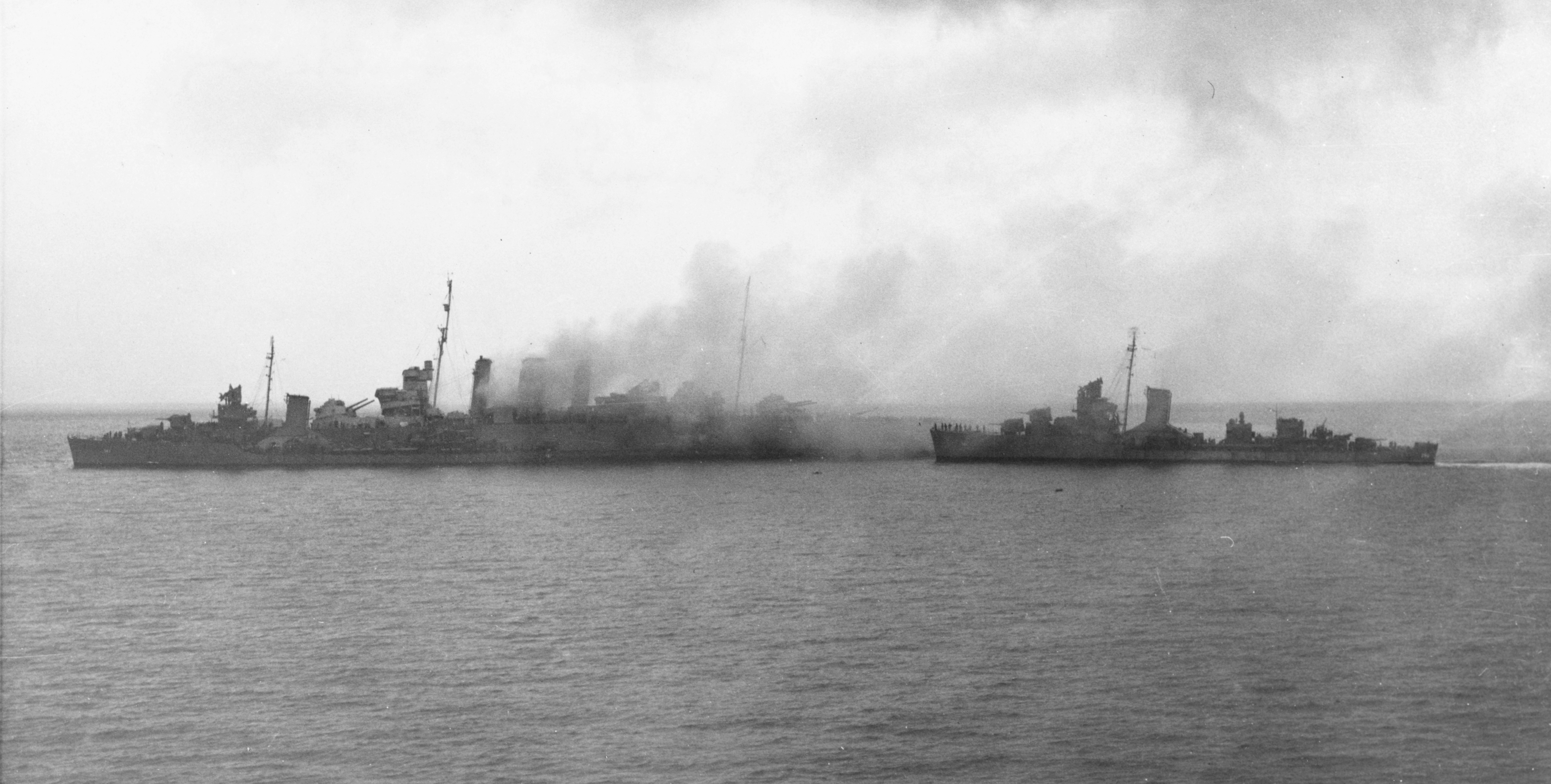
Los destructores Blue y Patterson evacuan a la tripulación del Canberra.

A las 04:00 del 9 de agosto, el Patterson fue donde se encontraba el Canberra para ayudar a la tripulación a extinguir el incendio a bordo. Para las 05:00 parecía que la situación estaba bajo control pero Turner, quien quería retirarse con los buques aliados a las 06:30, ordenó que el barco fuera barrenado si éste no podía acompañar a la flota. Después de que los sobrevivientes fueron desembarcados, los destructores USS Selfridge y  USS Ellet hundieron al Canberra con torpedos y artillería.
Más tarde durante la misma mañana el general Vandegrift le notificó al almirante Turner que necesitaba descargar más suministros de los transportes antes de que estos se retiraran, por lo que se decidió que permanecieran hasta la tarde. Durante ese tiempo la tripulación del Astoria trató de evitar que el buque se hundiera, sin embargo los incendios a bordo eventualmente se salieron de control y el barco se hundió a las 12:15.
Durante la mañana del 9 de agosto un coastwatcher australiano ubicado en Bougainville envió una notificación por radio alertando de que una fuerza de ataque aéreo estaba en camino desde Rabaul. La tripulación de los transportes aliados dejó de descargar pero prosiguieron la tarea cuando dicho ataque no se materializó. Las fuerzas aliadas supieron hasta el día siguiente que el ataque estuvo dirigido a hundir a toda costa el Jarvis, el cual se encontraba al sur de Guadalcanal. La flota aliada salió de Guadalcanal la noche del 9 de agosto.
Durante la tarde del 9 de agosto, Mikawa liberó a los cuatro cruceros de la 6.ª División para que pudieran regresar a su base en Kavieng. A las 08:10 del 10 de agosto, el Kako fue torpedeado y hundido por el submarino USS S-44 a 110 kilómetros de su destino. Los otros tres cruceros rescataron a todos los tripulantes (a excepción de 71 marinos) y prosiguieron su viaje hacia Kavieng.
Después de la batalla y durante algunos meses después, los suministros y refuerzos aliados a Guadalcanal se transportaron en pequeños convoyes, principalmente durante el día, mientras que aeronaves aliadas desde Nueva Hébridas, el Campo Henderson o desde cualquier portaaviones disponible que estuviera en el área, proveyeron cobertura. Durante este tiempo las fuerzas aliadas en Guadalcanal recibieron apenas las provisiones y suministros necesarios para hacer frente a los ataques japoneses, los cuales tenían por objetivo retomar las islas.
A pesar de esta derrota, los Aliados finalmente ganaron la lucha por Guadalcanal, un importante paso hacia la victoria sobre Japón. Si Mikawa hubiera elegido arriesgarse la mañana siguiente y atacar los buques de transporte, la campaña de Guadalcanal habría terminado y el resultado de la guerra del Pacífico hubiera podido ser muy diferente. Muchos de los transportes presentes en la batalla participaron varias veces más durante los meses siguientes. La decisión de Mikawa de no destruir a dichos barcos cuando tuvo la oportunidad fue un error estratégico vital para los japoneses.
La Armada de los Estados Unidos formó una agencia de investigación, conocida como Investigación Hepburn, la cual posteriormente elaboró un reporte de la batalla. Dicha agencia entrevistó durante varios meses a la mayoría de los oficiales aliados involucrados, empezando en diciembre de 1942. El reporte sugirió el cese de sólo un oficial: el capitán Howard D. Bode, pero paró en seco la posibilidad de tomar acciones formales en contra de otros oficiales como los almirantes Fletcher, Turner, McCain y Crutchley, así como el Capitán Riefkohl. Las carreras de Turner, Crutchley y McCain no parecen haber sido afectadas por la derrota o por los errores que cometieron para contribuir a ella. Riefkohl, sin embargo, nunca volvió a comandar un barco. El capitán Bode, después de enterarse de que el reporte iba a ser especialmente crítico con sus acciones, decidió pegarse un tiro en sus cuarteles en Balboa, en la zona del Canal de Panamá, el 19 de abril de 1943, falleciendo al día siguiente. Crutchley fue condecorado con la Legión al Mérito en septiembre de 1944. 
El almirante Yamamoto firmó una nota de felicitación a Mikawa por su victoria asegurando: «Apreciamos el valiente y duro combate de cada uno de los hombres en tu organización. Espero que expandas tus hazañas y que harás todos los esfuerzos para apoyar a las tropas en tierra del ejército Imperial, quienes ahora se enfrentan en una desesperada lucha». Sin embargo, cuando posteriormente se hizo aparente que Mikawa había desaprovechado la oportunidad de destruir los buques de transporte aliados, fue duramente criticado por sus camaradas.
Posteriormente el almirante Turner dio su versión de porque habían sufrido una dura derrota en esta batalla:

«La Armada [de los Estados Unidos] estaba aun obsesionada con un fuerte sentimiento de superioridad técnica y mental sobre el enemigo. A pesar de todas las evidencias de la capacidad del enemigo, la mayoría de nuestros oficiales y hombres despreciaba al enemigo y se sentían sumamente seguros de que saldrían victoriosos en todos los encuentros y bajo cualquier circunstancia. El resultado neto de todo esto fue una letargia mental que inducía una confianza sin preparación, la aceptación de un estándar rutinario de conducta llevado en tiempos de paz. Creo que este factor psicológico, como causa de nuestra derrota, fue mucho más importante que el factor sorpresa».